# James Coburn

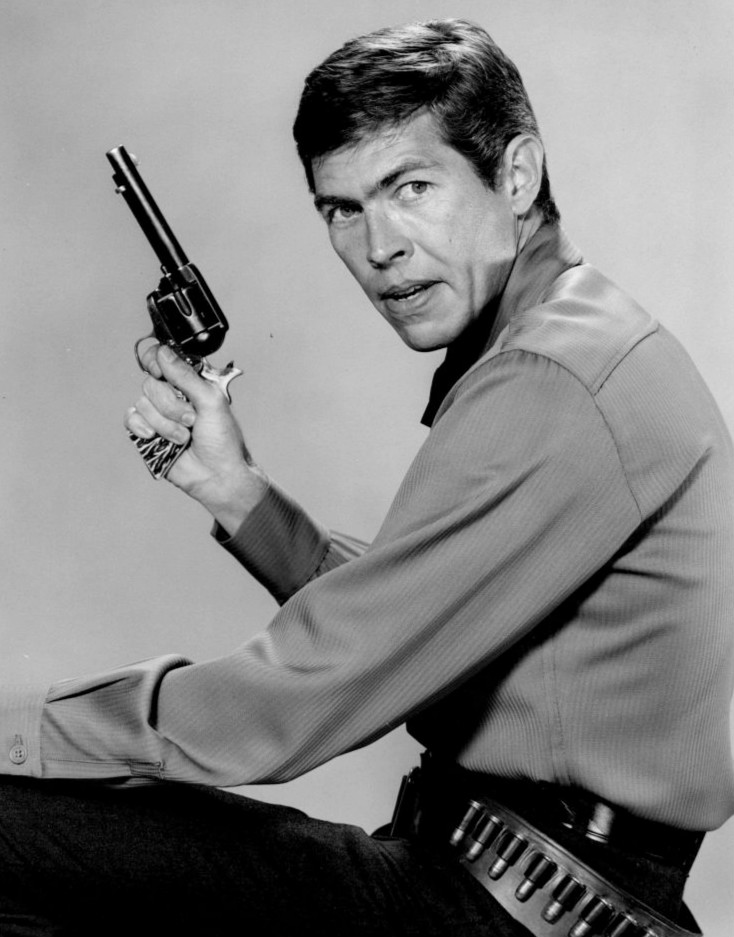
James Coburn als Anthony Wayne in der TV-Serie The Californians (1959)

James Harrison Coburn III (* 31. August 1928 in Laurel, Nebraska; † 18. November 2002 in Beverly Hills, Kalifornien) war ein US-amerikanischer Filmschauspieler.

## Leben
Coburn war der Sohn des Automechanikers James Harrison Coburn Sr. und dessen Frau Mylet. Coburns Großeltern mütterlicherseits waren Einwanderer aus Schweden. Er wuchs anschließend in Compton, Kalifornien auf.
Sein Filmdebüt hatte Coburn 1959 in dem Western Auf eigene Faust neben Randolph Scott und Pernell Roberts. Er spielte in einigen Klassikern dieses Genres mit und wurde zunächst vor allem durch Western-Rollen bekannt. Durch seine Hauptrolle in dem Kinofilm Steiner – Das Eiserne Kreuz, einem der größten Kassenerfolge des deutschen Kinos der 1970er Jahre, wurde James Coburn auch einem breiteren Publikum in Deutschland bekannt. Höhepunkt seiner Karriere war 1999 der Oscar für die Beste Nebenrolle als gewalttätiger und herrschsüchtiger Vater in Der Gejagte, in dem er an der Seite von Nick Nolte und Sissy Spacek spielte. Seine letzte Filmrolle hatte Coburn 2002 in American Gun als ein Vater, der auf der Suche nach dem Besitzer der Waffe, mit der seine Tochter erschossen wurde, durch die Vereinigten Staaten reist. Danach spielte er noch eine Rolle in der Fernsehserie Arli$$ in der Episode „The Immortal“.
Im Alter von 40 Jahren erkrankte Coburn an rheumatischer Arthritis, weswegen er sich in den 1980er Jahren vorübergehend aus dem Filmgeschäft zurückzog. Er wirkte in über 100 Filmen mit. Coburn war darüber hinaus Jeet-Kune-Do-Schüler von Bruce Lee.
Von 1959 bis zur Scheidung im Jahr 1979 war James Coburn mit Beverly Kelly verheiratet. Mit ihr hat er eine Tochter (* 1957) und den Sohn James H. Coburn IV (* 1961), der ebenfalls in der Filmbranche tätig ist. 1993 heiratete er die Schauspielerin Paula O’Hara.

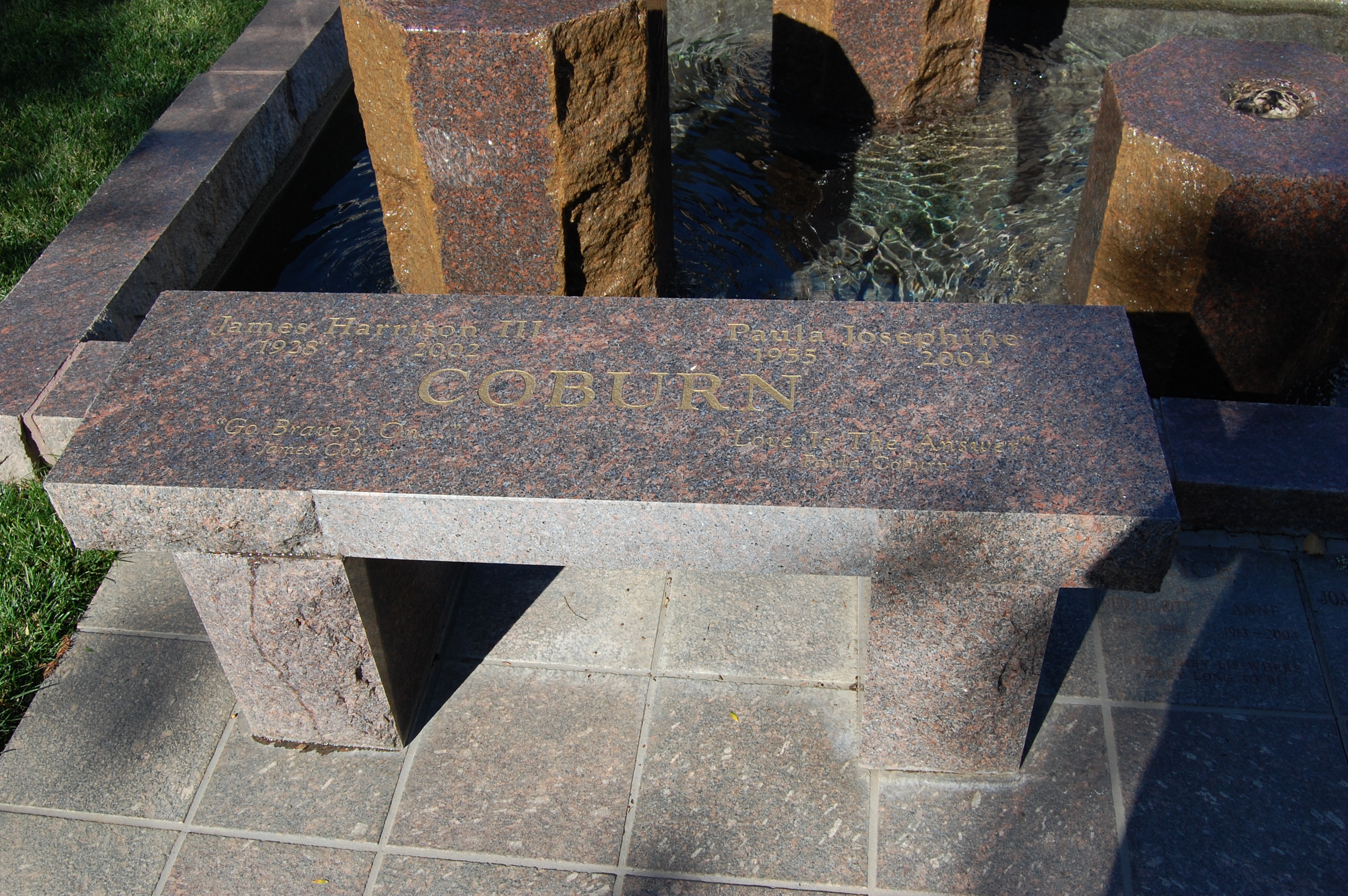
Coburns Grab auf dem Westwood Village Memorial Park Cemetery

Coburn starb 2002 nach einem Herzinfarkt in seinem Haus in Beverly Hills.

## Filmografie (Auswahl)
- 1959: Josh / Der Kopfgeldjäger (Verabredung zum Mord S1 E21)
- 1959: Auf eigene Faust (Ride Lonesome)
- 1959: Auf heißer Fährte (Face of a Fugitive)
- 1959–1962: Bonanza (Fernsehserie, 3 Folgen, verschiedene Rollen)
- 1960: Die glorreichen Sieben (The Magnificent Seven)
- 1961: Die ins Gras beißen (Hell Is for Heroes)
- 1961: Perry Mason (Fernsehserie 4x13)[1]
- 1962: Tausend Meilen Staub (Rawhide, eine Folge)
- 1963: The Man from Galveston
- 1963: Gesprengte Ketten (The Great Escape)
- 1963: Charade
- 1963: Könige der Sonne (Kings of the Sun) (Erzähler)
- 1964: Nur für Offiziere (The Americanization of Emily)
- 1965: Sierra Charriba (Major Dundee)
- 1965: Tod in Hollywood (The Loved One)
- 1965: Sturm über Jamaika (A High Wind in Jamaica)
- 1966: Was hast du denn im Krieg gemacht, Pappi? (What Did You Do in the War, Daddy?)
- 1966: Derek Flint schickt seine Leiche (Our Man Flint)
- 1966: Immer wenn er Dollars roch (Dead Heat on a Merry-Go-Round)
- 1967: Wasserloch Nr. 3 (Waterhole No. 3)
- 1967: Derek Flint – hart wie Feuerstein (In Like Flint)
- 1967: … jagt Dr. Sheefer (The President’s Analyst)
- 1968: Candy
- 1968: Duffy, der Fuchs von Tanger (Duffy)
- 1969: Der Killer und die Dirne (Hard Contract)
- 1969: The Wolf Men
- 1971: Todesmelodie (A Fistful of Dynamite)
- 1972: Sein letzter Ritt (The Honkers)
- 1972: Sie verkaufen den Tod (Una ragione per vivere e una per morire)
- 1973: Pat Garrett jagt Billy the Kid (Pat Garrett and Billy the Kid)
- 1973: Sheila (The Last of Sheila)
- 1973: Harry mit den langen Fingern (Harry in Your Pocket)
- 1973: Bruce Lee – The Man and the Legend (李小龍的生與死) (Dokumentarfilm aus Hongkong über die Beerdigung von Bruce Lee)
- 1974: Der schwarze Panther (The Internecine Project)
- 1975: 700 Meilen westwärts (Bite the Bullet)
- 1975: Ein stahlharter Mann (Hard Times)
- 1976: Schlacht um Midway (Midway)
- 1976: Auf der Fährte des Adlers (Sky Riders)
- 1976: Der Letzte der harten Männer (The Last Hard Men)
- 1977: Steiner – Das Eiserne Kreuz (Cross of Iron)
- 1978: Das verrückte California-Hotel (California Suite)
- 1979: Der Agent (Goldengirl)
- 1979: Muppet Movie
- 1980: Der Abstauber (The Baltimore Bullet)
- 1981: Kein Mord von der Stange (Looker)
- 1981: Satisfaction (High Risk)
- 1983: Ein Colt für alle Fälle (The Fall Guy, Fernsehserie, eine Folge)
- 1984: Zwei Schlitzohren rechnen ab (Draw!)
- 1985: Flucht zurück (Martin's Day)
- 1990: Blaze of Glory – Flammender Ruhm (Young Guns II)
- 1991: Hudson Hawk – Der Meisterdieb (Hudson Hawk)
- 1992: Katastrophenflug 232 (Crash Landing: The Rescue of Flight 232)
- 1992: Mord ist ihr Hobby (Murder She Wrote, Fernsehserie, eine Folge)
- 1993: Versöhnung zu Weihnachten (Christmas Reunion)
- 1993: Private Bodyguard (The Hit List)
- 1993: Deadfall
- 1993: Sister Act 2 – In göttlicher Mission (Sister Act 2: Back in the Habit)
- 1994: Maverick – Den Colt am Gürtel, ein As im Ärmel (Maverick)
- 1994: Greyhounds – Schnüffler gehen nie in Rente (Greyhounds)
- 1995: Die Heiligen der letzten Tage (The Avenging Angel)
- 1995: The Set Up – Die Falle (The Set Up)
- 1995: Picket Fences – Tatort Gartenzaun (Picket Fences, Fernsehserie, eine Folge)
- 1996: Die verborgene Gruft (Skeletons)
- 1996: Eraser
- 1996: Der verrückte Professor (The Nutty Professor)
- 1997: Keys to Tulsa
- 1997: Die Kriegsmacher (The Second Civil War)
- 1997: Der Gejagte (Affliction)
- 1997: Profiler (Fernsehserie, zwei Folgen)
- 1998: Mr. Murder – Er wird dich finden … (Mr. Murder)
- 1999: Payback – Zahltag (Payback)
- 1999: Arche Noah – Das größte Abenteuer der Menschheit (Noah’s Ark)
- 2000: Intrepid – Helden einer Katastrophe (Intrepid)
- 2001: Proximity – Außerhalb des Gesetzes (Proximity)
- 2001: Ein Mann für geheime Stunden (The Man from Elysian Fields)
- 2001: The Yellow Bird (Kurzfilm)
- 2001: Die Monster AG (Monsters, Inc., Stimme)
- 2002: Snowdogs – Acht Helden auf vier Pfoten (Snow Dogs)
- 2002: American Gun

## Auszeichnungen
- Oscar als Bester Nebendarsteller für Der Gejagte
- Nominierung für den Screen Actors Guild Award in der Kategorie Bester Nebendarsteller für Der Gejagte
- Nominierung für den Independent Spirit Award in der Kategorie Bester Nebendarsteller für Der Gejagte